# Hermann Bischoff (Politiker)
Hermann Bischoff (* 18. Oktober 1875 in Gräfenroda; † 16. Dezember 1959 in Arnstadt) war ein deutscher Politiker der Kommunistischen Partei Deutschlands (KPD) und späterer Funktionär der Sozialistischen Einheitspartei Deutschlands (SED) in der frühen Deutschen Demokratischen Republik (DDR). Er war von 1924 bis 1927 Abgeordneter des Thüringer Landtags.

## Leben
Bischoff, Sohn eines Kleinbauern, arbeitete als Streckenarbeiter. Während seiner Wanderschaft erlernte er den Beruf des Müllers. 1916 eingezogen, kämpfte er bis 1918 im Ersten Weltkrieg. Noch vor dem Krieg war er in seine thüringische Heimat zurückgekehrt und der Sozialdemokratischen Partei Deutschlands (SPD) beigetreten. 1917 wechselte er zur Unabhängigen Sozialdemokratischen Partei Deutschlands (USPD), 1920 zur KPD. 1920 war er Mitbegründer der „Notgemeinschaft der Roggenschuldner“, einer der KPD nahestehenden Kleinbauernorganisation in Thüringen. Neben Richard Zimmermann hatte Bischoff großen Anteil an der Ausbreitung des 1922 gegründeten Bunds schaffender Landwirte (BsL) in Thüringen und war zeitweise Vorsitzender des Thüringer Bezirksverbandes. Im Oktober 1923 war er Delegierter der KPD beim 1. Internationalen Bauernkongress in Moskau. 
Von 1924 bis 1927 war Bischoff Abgeordneter des Thüringer Landtags – gewählt im Wahlkreis Arnstadt – und Mitglied der KPD-Bezirksleitung, dort zuständig für die Abteilung Land. 1927 stellte die KPD Bischoff nicht wieder zur Landtagswahl auf und er zog sich aus der Parteiarbeit zurück. Bischoff machte sich auf dem Waldgut Ölschröte bei Friedersdorf selbständig und pachtete 1933 eine Gastwirtschaft. 
Am 22. August 1944 wurde Bischoff verhaftet und im Konzentrationslager Buchenwald inhaftiert, jedoch am 2. September 1944 wieder freigelassen. Nach Ende des Zweiten Weltkrieges 1945 trat Bischoff wieder in die KPD ein und wurde 1946 mit der Zwangsvereinigung von SPD und KPD in der sowjetisch besetzten Zone Mitglied der SED. Bis 1956 war Bischoff hauptamtlicher Parteisekretär und Vorsitzender des Ortsausschusses der Vereinigung der gegenseitigen Bauernhilfe (VdgB) in Holzhausen. 1957 zog Bischoff nach Arnstadt, wo er 1959 verstarb.

## Ehrungen
- Vaterländischer Verdienstorden in Bronze (DDR)